# حول حركة الأجسام في مدارات (كتاب)
حول حركة الأجسام في مدارات (باللاتينية: De motu corporum in gyrum) هو عنوان مخطوطة أرسلها إسحاق نيوتن إلى إدموند هالي في نوفمبر 1684، بعد أن زار هالي نيوتن ذلك العام، ودار بينهما حديث حول مسائل شغلت هالي ودائرة العلماء في لندن ومنهم السير كريستوفر رن وروبرت هوك.
عنوان المخطوطة مفترض لفقدان المخطوطة الأصلية. وقد استدل على المحتوى من نسختي تعليقات ومسودة عن المخطوطة. وقد استخدم فقط في المسودة العنوان المعروف الآن، أما نسختي التعليقات بلا عنوان. قدّم هذا المخطوط اشتقاقات رياضية هامة متعلقة بالعلاقات الثلاثة التي تعرف الآن باسم قوانين كبلر (التي كانت لا تعد قوانين قبل أن يقدم نيوتن أعماله). عرض هالي المخطوطة على الجمعية الملكية في 10 ديسمبر 1684. وبعد المزيد من التشجيع من هالي، واصل نيوتن تطوير وكتابة كتابه الأصول الرياضية للفلسفة الطبيعية التي اتخذ من هذه المخطوطة نواة لهذا الكتاب، الذي احتوى على تقريبًا على كل محتويات المخطوطة مرة أخرى.